# 오타르 투시슈빌리
오타르 투시슈빌리(조지아어: ოთარ თუშიშვილი, 1978년 6월 14일~)는 조지아의 전직 레슬링 선수이다. 올림픽에 4회 참가하여 2012년 하계 올림픽에서 남자 자유형 라이트급 동메달을 획득했다. 또한 세계 선수권 대회에서 은메달 1개, 동메달 1개를 획득했으며 유럽 선수권 대회에서 동메달 3개를 획득했다.